# Vicq-sur-Gartempe
Vicq-sur-Gartempe är en kommun i departementet Vienne i regionen Nouvelle-Aquitaine i västra Frankrike. Kommunen ligger i kantonen Pleumartin som tillhör arrondissementet Châtellerault. År 2022 hade Vicq-sur-Gartempe 656 invånare.

## Befolkningsutveckling
Antalet invånare i kommunen Vicq-sur-Gartempe
| Referens: INSEE |